# Central Coast Roadrunners
Central Coast Roadrunners foi uma agremiação esportiva da cidade de San Luis Obispo, Califórnia.  Disputava a Premier Development League.

## História
Fundado em 1996, o clube disputou entre 1996 e 2002 a Premier Development League, sendo campeã da competição em 1996 e 1997. O clube disputou em duas oportunidades a Lamar Hunt U.S. Open Cup.

## Títulos
Campeão Invicto
| NACIONAIS      | NACIONAIS                  | NACIONAIS | NACIONAIS  |
|                | Competição                 | Títulos   | Temporadas |
| -------------- | -------------------------- | --------- | ---------- |
| Estados Unidos | Premier Development League | 2         | 1996, 1997 |

## Estatísticas

### Participações
|  | Participações em 2018 |

| Competição     | Competição               | Temporadas | Melhor campanha      | Estreia | Última | P | R |
| Estados Unidos | Lamar Hunt U.S. Open Cup | 2          | Terceira Fase (1997) | 1997    | 2001   |   | – |